# Oslavice
Oslavice (en allemand : Groß Woslawitz) est une commune du district de Žďár nad Sázavou, dans la région de Vysočina, en République tchèque. Sa population s'élevait à 684 habitants en 2020.

## Géographie
Oslavice se trouve à 3 km au sud-ouest de Velké Meziříčí, à 26 km au sud de Žďár nad Sázavou, à 30 km à l'est-sud-est de Jihlava à 139 km au sud-est de Prague.
La commune est limitée par Velké Meziříčí au nord et au nord-est, par Osové au sud-est, par Rohy au sud, par Oslavička au sud-ouest et par Baliny à l'ouest.

## Histoire
La première mention écrite de la localité date de 1355.

## Transports
Par la route, Oslavice se trouve à 3 km de Velké Meziříčí, à 30 km de Žďár nad Sázavou, à 37,5 km de Jihlava et à 158 km de Prague.